# Teone
Teone ist eines der beiden nördlichen Dörfer der Insel Fongafale, der Hauptinsel des Funafuti-Atolls, die zusammen das Funafuti Centre bilden.

## Geographie
Der Ort liegt im Norden der Insel. Im Norden schließt sich Lofeagai an und im Süden befindet sich das Inselzentrum mit den Orten Senala und Fakaifou. Im Ort befinden sich die Kirchengebäude Teone Church (Catholic Church of Teone) mit dem Catholic Center of Teone und die Tuvalu Brethren Church (Alofamautasi Gospel Chapel).